# 奥克戴尔 (加利福尼亚州)
奥克戴尔（英語：Oakdale），是美国加利福尼亚州斯坦尼斯劳斯县下属的一座城市。建市于1906年11月24日，面积大约为6.04平方英里（15.6平方公里）。根据2010年美国人口普查，该市有人口20,675人。